# Vítor Bruno Rodrigues Gonçalves
Vitor Gonçalves (São Bartolomeu de Messines, Portugal, 29 de marzo de 1992) es un futbolista portugués. Juega de mediocampista en el C. D. Mafra de la Segunda División de Portugal.

## Clubes
| Club               | País     | Año       |
| ------------------ | -------- | --------- |
| Portimonense S. C. | Portugal | 2011-2013 |
| Gil Vicente F. C.  | Portugal | 2013-2016 |
| C. D. Nacional     | Portugal | 2016-2020 |
| Casa Pia A. C.     | Portugal | 2020-2021 |
| C. D. Nacional     | Portugal | 2021-2022 |
| S. C. Farense      | Portugal | 2022-2024 |
| C. D. Mafra        | Portugal | 2024-     |

## Palmarés

### Campeonatos nacionales
| Título                       | Club           | País     | Año     |
| ---------------------------- | -------------- | -------- | ------- |
| Segunda División de Portugal | C. D. Nacional | Portugal | 2017-18 |